# هربرت كوبر
هربرت كوبر (25 ديسمبر 1883 في المملكة المتحدة - 6 ديسمبر 1963 في المملكة المتحدة) (بالإنجليزية: Herbert Cooper)‏ هو لاعب كريكت بريطاني (وحمل سابقاً جنسية المملكة المتحدة لبريطانيا العظمى وأيرلندا). لعب مع نادي مقاطعة ديربيشاير للكريكت ‏.